# Jure Zdovc
Jurij »Jure« Zdovc, slovenski košarkar in trener, * 13. december 1966, Maribor.
Zdovc je košarkarski trener in nekdanji košarkar. Kot član jugoslovanske reprezentance je postal olimpijski podprvak, svetovni prvak in dvakrat evropski prvak. Treniral je več slovenskih in tujih klubov ter bil v dveh obdobjih tudi selektor slovenske reprezentance. Kot drugi slovenski košarkar je bil leta 2020 sprejet v Mednarodni košarkarski hram slavnih, leta 2015 pa v Hram slovenskih športnih junakov.

## Igralska kariera
Jure Zdovc sodi med najuspešnejše slovenske in evropske košarkarje. Za časa svoje igralske kariere je igral za različne klube doma in v tujini ter z njimi osvajal lovorike tako na državnih kot tudi mednarodnih ravneh. Predvsem pa je bil pripadnik vrhunske generacije iz Jugoslavije, ki je kraljevala v evropski košarki ob prehodu iz 1980. v 1990. leta, generacije, ki je osvajala medalje na vseh največjih tekmovanjih od OI 1988 do razpada skupne države. V tistem času je vsekakor sodil med najboljše obrambne igralce Evrope.

### Klubi
Kot mladinec je Jure začel igrati košarko za Comet v Slovenskih Konjicah. Kasneje je profesionalno igral za klube Olimpija Ljubljana, kjer je bil med letoma 1984 in 1991. Tega leta se je iz Ljubljane preselil v Italijanski Virtus Bologna, nato v francoski CSP Limoges, pa grški Iraklis BC. Sledile so nato še naprej številne selitve, in sicer v Paris Basket, nato Panionios, pa v  Split ter Geoplin Slovan.
 
Med igranjem za Olimpijo je dvakrat osvojil Slovensko košarkarsko prvenstvo, trikrat Slovenski košarkarski pokal ter leta 2002 Jadransko ligo.
Z Limogesom je leta 1993 osvojil naslov Evropski klubski košarkarski pokal, naslov prvaka Evrolige ter naslov francoskega prvaka. Leta 1997 je s klubom Paris Racing še enkrat osvojil naslov francoskega klubskega prvaka.

### Reprezentanca
Jugoslavija
Jure Zdovc je kot član reprezentance Jugoslavije najprej osvojil zlato medaljo na Evropskem prvenstvu. Ponovitev uspeha je sledila leta 1991 v Italiji. Zlato medaljo je z reprezentanco osvojil tudi na Svetovnem prvenstvu leta 1990. Vsega skupaj je med letoma 1986 in 1991 zbral 83 nastopov zanjo in je med Slovenci na četrtem mestu po številu nastopov za selekcijo nekdanje skupne države. 
Slovenija
Nato je sledilo obdobje prvih nastopov za reprezentanco novoustanovljeno državo Slovenijo, za katero je igral na njenih prvih štirih ( EP 1993, 1995, 1997 in 1999) nastopih na evropskih prvenstvih. To je bilo obdobje uveljavljanja nove reprezentance, ki se ni mogla ponašati z uspehi kakršne je dosegala tista prejšnja za katero je igral. Vsega skupaj je za Slovenijo odigral 57 srečanj in je na trenutnem (21. september 2009, glej vir ) sedmem mestu med vsemi. Še bolje pa je uvrščen na večni lestvici po številu doseženih točk, saj je z 755 točkami kar na drugem mestu - dosežek, ki predstavlja nedvomno velik izziv mlajšim, najbližji aktivni košarkar je Jaka Lakovič na četrtem s 607 doseženimi točkami.

## Trenerska kariera

### Klubi
V sezoni 2007/2008 je bil Jure Zdovc trener bosansko-hercegovskega kluba KK Bosna Sarajevo s katerim je tudi osvojil državno prvenstvo BiH.
Decembra 2008 je prevzel trenersko mesto pri Unionu Olimpiji, kjer je zamenjal Aleksandra Džikića. Olimpijo je popeljal do gladkega naslova državnega prvaka, saj so v finalu na tri tekme premagali Helios Domžale s 3:0 v zmagah in slavili štirinajsti zaporedni naslov državnega prvaka. Aprila 2011 je odstopil z mesta trenerja Olimpije, nadomestil ga je dotedanji pomočnik trenerja Miro Alilović. Junija 2011 je prevzel mesto glavnega trenerja v ruskem klubu Spartak Sankt Peterburg. V sezoni 2011/12 je bil izbran za najboljšega trenerja evropskega pokala. Klub je vodil do leta 2013, ko je prevzel turški Royal Halı Gaziantep.
Od konca leta 2015 je vodil grški AEK iz Aten kjer je zamenjal hrvaškega trenerja Dragana Šakoto. Na tej klopi je ostal do marca 2017, ko je bil odpuščen po izpadu v osmini finala lige prvakov. Na zadnji tekmi je bil tudi izključen ker se je preveč razburil zaradi sodniške odločitve.

### Reprezentanca

#### 2009: Slovenija prvič
Kot selektor slovenske reprezentance je že na svojem prvem tekmovanju, EP 2009 na Poljskem, izbrano vrsto popeljal do največjega uspeha, saj se je Slovenija takrat prvič uvrstila v polfinale kateregakoli od najpomembnejših košarkarskih turnirjev. Po koncu turnirja je odstopil z mesta selektorja, zamenjal ga je Memi Bečirović. 

#### 2014-15: Slovenija drugič
Januarja 2014 je ponovno prevzel vodenje slovenske reprezentance, zamenjal je Božidarja Maljkovića. Na svetovnem prvenstvu v Španiji je leta 2014 osvojil odlično sedmo mesto. Na EP2015 se je slovenska reprezentanca uvrstila med 16 najboljših ekip in izpadla proti Latviji, kar je Jure Zdovc ocenil kot neuspeh.

## Dosežki

### Vodenje klubov
- Krka  (2003–2004) (pomočnik trenerja)
- Split (2004)
- Geoplin Slovan  (2004–2005)
- Iraklis  (2005) (glavni trener)
- Union Olimpija  (2006–2007) (Športni direktor)
- Bosna Sarajevo (2007–2008) (glavni trener)
- Union Olimpija (2009–2011) (glavni trener)
- Spartak Sankt Peterburg (2011–2013) (glavni trener)
- Royal Halı Gaziantep  (2013–2015) (glavni trener)
- AEK (2015-2017)  (glavni trener)
- Cedevita (2017-2018)  (glavni trener)
- KK Petrol Olimpija (2019–2020) (glavni trener)
- Metropolitans 92 (2020–danes) (glavni trener)

### Selektor
- Slovenska košarkarska reprezentanca  (2009–2010)
- Slovenska košarkarska reprezentanca  (2014–2015)

### Lovorike kot igralec
- Evroliga: 1993
- Francoska liga: 1993, 1997
- Slovenska liga: 1999, 2002
- Slovenski pokal: 1999, 2000, 2002
- Jadranska liga: 2002

### Lovorike kot trener
- Hrvaški pokal: 1 (s Split: 2004)
- Bosansko prvenstvo: 1 (z Bosna Sarajevo: 2008)
- Prvenstvo Slovenije v košarki: 1 (z Union Olimpija: 2009)
- Slovenski pokal: 3 (z Union Olimpija: 2009, 2010, 2011)

### Priznanja
- Leta 2015 je bil sprejet v Hram slovenskih športnih junakov.
- Leta 2021 je bil kot drugi slovenski košarkar sprejet v Mednarodni košarkarski hram slavnih.[8]